# Cisticola anonymus

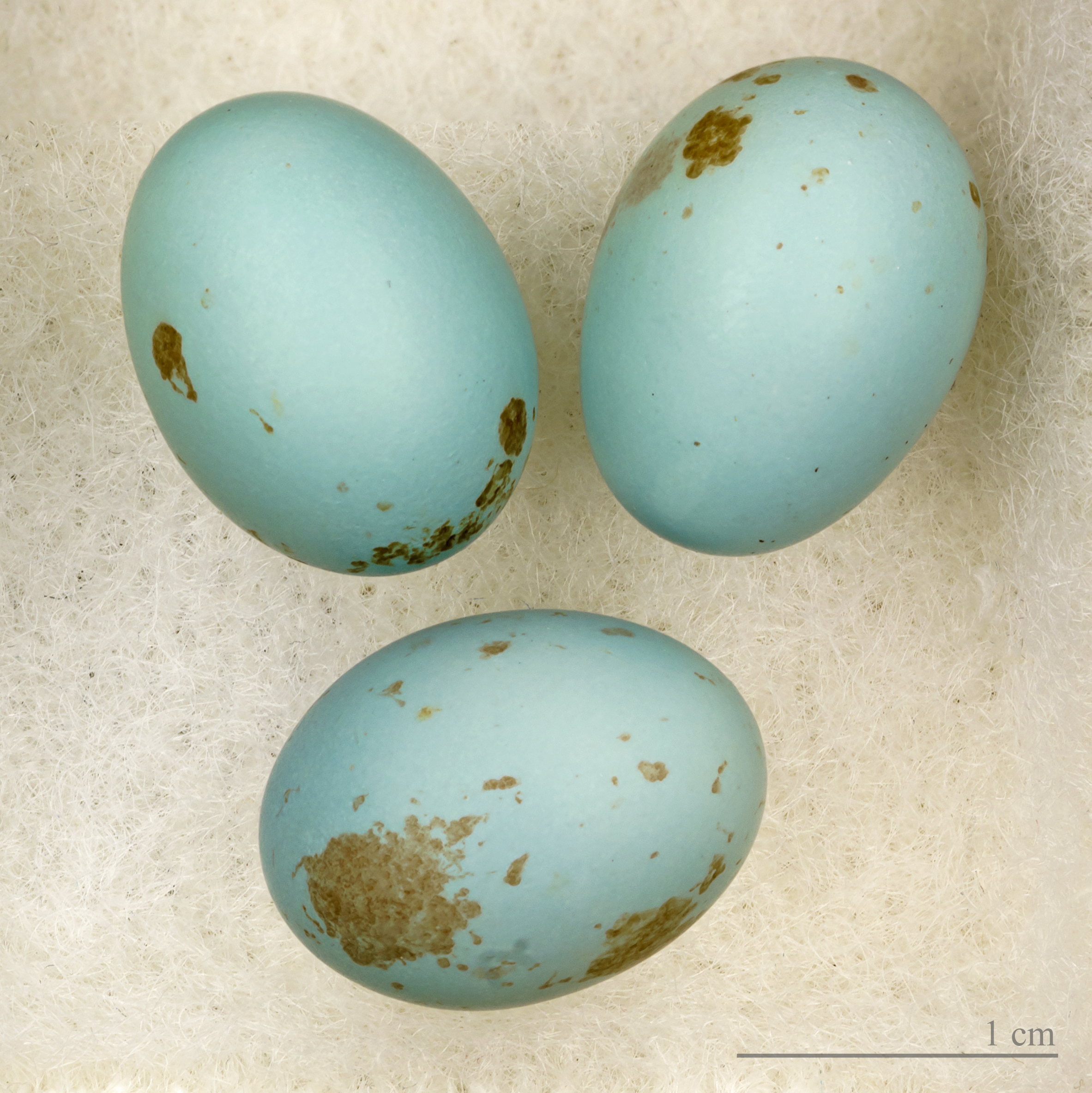
ovos

Fuinha-tagarela (Cisticola anonymus) é uma espécie de ave da família Cisticolidae.
Pode ser encontrada nos seguintes países: Angola, Camarões, República Centro-Africana, República do Congo, República Democrática do Congo, Guiné Equatorial, Gabão, Nigéria e Serra Leoa.
Os seus habitats naturais são: savanas áridas e pântanos.